# Гай Аквилий Туск
Гай Акви́лий Туск (лат. Gaius Aquillius Tuscus/Sabinus; умер после 487 года до н. э.) — древнеримский государственный деятель, консул 487 года до н. э.

## Биография
Туск, по всей видимости, происходил из патрицианского рода Аквилиев. Возможно, что носил когномен не Туск, а Сабин. В 487 году до н. э. он был избран консулом вместе с Титом Сицинием Сабином. Во время своего консулата он с успехом воевал против вольсков и герников. За эти победы Туск, впрочем, получил лишь овацию.